# Mai 1668
Le mois de mai 1668 est le 5e mois de l'année 1668.

## Événements
- 2 mai : traité d'Aix-la-Chapelle

## Naissances
- 6 mai
  - Adolf Magnus d'Hoym (mort le 1er janvier 1723), électeur polonais et entrepreneur allemand
  - Alain-René Lesage (mort le 17 novembre 1747), romancier et auteur dramatique français
- 9 mai
  - Joachim Frédéric de Schleswig-Holstein-Plön (mort le 25 janvier 1722), duc de Schleswig-Holstein-Plön
- 15 mai : Jacques-Antoine Arlaud (mort le 25 mai 1743), artiste suisse

## Décès
- 8 mai : Marie-Catherine de Saint-Augustin (née le 3 mai 1632), religieuse française
- 18 mai : François de Visdelou (né vers 1612), ecclésiastique qui fut évêque de Léon de 1662 à 1668
- 19 mai
  - Ilya Miloslavski (né le 3 juillet 1595), boyard et diplomate russe
  - Philips Wouwerman (né le 24 mai 1619), peintre néerlandais
- 20 mai
  - Jacques d'Étampes (né en 1590), diplomate français
  - Nicolas Mignard (né le 7 février 1606), peintre français
- 23 mai : Thomas Teddiman (date de naissance inconnue), amiral de la Royal Navy